# Divizia A 1973-1974
La Divizia A 1973-1974 è stata la 56ª edizione della massima serie del campionato di calcio rumeno, disputato tra il 12 agosto 1973 e il 19 giugno 1974 e concluso con la vittoria finale dell'Universitatea Craiova, al suo primo titolo.
Capocannoniere del torneo fu Mihai Adam (CFR Cluj), con 23 reti.

## Formula
Le squadre partecipanti passarono da 16 a 18 e disputarono un turno di andata e ritorno per un totale di trentaquattro partite.
Le ultime tre classificate retrocedettero in Divizia B.
Le qualificate alle coppe europee furono quattro: la vincente alla coppa dei Campioni 1974-1975, seconda e terza alla Coppa UEFA 1974-1975 e la vincente della coppa di Romania alla coppa delle Coppe 1974-1975.

## Squadre partecipanti
| Club                  | Città       | Stadio | Posizione 1972-1973 |
| --------------------- | ----------- | ------ | ------------------- |
| Steaua Bucarest       | Bucarest    |        | 6°                  |
| ASA Târgu Mureș       | Târgu Mureș |        | 12°                 |
| FC Constanța          | Costanza    |        | 8°                  |
| Rapid Bucarest        | Bucarest    |        | 13°                 |
| Dinamo Bucarest       | Bucarest    |        | Campione di Romania |
| Sportul Studențesc    | Bucarest    |        | 15°                 |
| UTA Arad              | Arad        |        | 9°                  |
| Universitatea Craiova | Craiova     |        | 2°                  |
| FC Argeș Pitești      | Pitești     |        | 3°                  |
| Universitatea Cluj    | Cluj Napoca |        | 16°                 |
| Petrolul Ploiești     | Ploiești    |        | 11°                 |
| Jiul Petroșani        | Petroșani   |        | 10°                 |
| SC Bacău              | Bacău       |        | 4°                  |
| Steagul Roșu Brașov   | Brașov      |        | 7°                  |
| CSM Reșița            | Reșița      |        | 14°                 |
| CFR Cluj              | Cluj Napoca |        | 5°                  |
| Politehnica Timișoara | Timișoara   |        | Divizia B           |
| Politehnica Iași      | Iași        |        | Divizia B           |

## Classifica finale
|    | Classifica            | G  | V  | N  | P  | GF | GS | Dif | Pt |
| -- | --------------------- | -- | -- | -- | -- | -- | -- | --- | -- |
| 1  | Universitatea Craiova | 34 | 20 | 5  | 9  | 63 | 37 | +26 | 45 |
| 2  | Dinamo București      | 34 | 18 | 8  | 8  | 60 | 34 | +26 | 44 |
| 3  | Steagul Roșu Brașov   | 34 | 15 | 9  | 10 | 36 | 25 | +11 | 39 |
| 4  | FC Constanța          | 34 | 16 | 6  | 12 | 47 | 33 | +14 | 38 |
| 5  | UTA Arad              | 34 | 15 | 6  | 13 | 42 | 45 | -3  | 36 |
| 6  | Steaua București      | 34 | 13 | 9  | 12 | 46 | 42 | +4  | 35 |
| 7  | Politehnica Timișoara | 34 | 12 | 10 | 12 | 41 | 45 | -4  | 34 |
| 8  | FC Argeș Pitești      | 34 | 14 | 6  | 14 | 45 | 57 | -12 | 34 |
| 9  | CSM Reșița            | 34 | 11 | 11 | 12 | 45 | 40 | +5  | 33 |
| 10 | U Cluj                | 34 | 12 | 9  | 13 | 35 | 37 | -2  | 33 |
| 11 | Sportul Studențesc    | 34 | 12 | 8  | 14 | 43 | 41 | +2  | 32 |
| 12 | ASA Târgu Mureș       | 34 | 13 | 6  | 15 | 38 | 51 | -13 | 32 |
| 13 | Politehnica Iași      | 34 | 13 | 5  | 16 | 39 | 50 | -11 | 31 |
| 14 | CFR Cluj              | 34 | 11 | 9  | 14 | 40 | 53 | -13 | 31 |
| 15 | Jiul Petroșani        | 34 | 12 | 6  | 16 | 40 | 42 | -2  | 30 |
| 16 | Rapid București       | 34 | 9  | 12 | 13 | 30 | 38 | +8  | 30 |
| 17 | SC Bacău              | 34 | 12 | 4  | 18 | 40 | 49 | -9  | 28 |
| 18 | Petrolul Ploiești     | 34 | 10 | 7  | 17 | 31 | 42 | -11 | 27 |

### Verdetti
- Universitatea Craiova Campione di Romania 1973-74.
- Rapid București, SC Bacău e Petrolul Ploiești retrocesse in Divizia B.

### Qualificazioni alle Coppe europee
- Coppa dei Campioni 1974-1975: Universitatea Craiova qualificato.
- Coppa UEFA 1974-1975: Dinamo București e Steagul Roșu Brașov qualificate.